# Shine On, Harvest Moon (film 1938)
Shine On, Harvest Moon è un film del 1938 diretto da Joseph Kane.
È un film western statunitense con Roy Rogers, Lynne Roberts e Myrtle Wiseman. Nel 1943 ne è stato prodotto un remake, The Fighting Buckaroo.

## Produzione
Il film, diretto da Joseph Kane su una sceneggiatura di Jack Natteford, fu prodotto da Charles E. Ford per la Republic Pictures nel novembre del 1938.

## Distribuzione
Il film fu distribuito negli Stati Uniti dal 30 dicembre 1938 al cinema dalla Republic Pictures.